# كسوف الشمس 5 يناير 2038
سيحدث كسوف حلقي للشمس في 5 يناير 2038. يحدث كسوف الشمس عندما يمر القمر بين الأرض والشمس ، وبالتالي يحجب صورة الشمس كليًا أو جزئيًا عن مشاهد على الأرض. يحدث الكسوف الحلقي للشمس عندما يكون القطر الظاهري للقمر أصغر من قطر الشمس ، مما يحجب معظم ضوء الشمس ويتسبب في أن تبدو الشمس وكأنها حلقة . يظهر الخسوف الحلقي على شكل كسوف جزئي فوق منطقة من الأرض يبلغ عرضها آلاف الكيلومترات.

## الصور
مسار متحرك

## الخسوفات ذات الصلة
هناك 7 خسوفات في عام 2038 (الحد الأقصى الممكن) ، بما في ذلك أربعة خسوفات شبه جزئية للقمر: 21 يناير و 17 يونيو و 16 يوليو و 11 ديسمبر .

### كسوف الشمس 2036-2039
هذا الكسوف هو جزء من سلسلة كسوف الشمس 2036-2039. يتكرر الكسوف في كل 177 يومًا تقريبًا و 4 ساعات في العقد المتناوبة من مدار القمر.
ملحوظة: الكسوف الجزئي للشمس في 27 فبراير 2036 و 21 أغسطس 2036 يحدث في مجموعة خسوف السنة القمرية السابقة.
| مجموعات سلسلة كسوف الشمس من 2036 إلى 2039 | مجموعات سلسلة كسوف الشمس من 2036 إلى 2039 | مجموعات سلسلة كسوف الشمس من 2036 إلى 2039 | مجموعات سلسلة كسوف الشمس من 2036 إلى 2039 | مجموعات سلسلة كسوف الشمس من 2036 إلى 2039 |
| ----------------------------------------- | ----------------------------------------- | ----------------------------------------- | ----------------------------------------- | ----------------------------------------- |
| عقدة تصاعدية                              | عقدة تصاعدية                              |                                           | عقدة تنازلية                              | عقدة تنازلية                              |
| 117                                       | يوليو 23, 2036 جزئي                       | 122                                       | يناير16, 2037 جزئي                        |                                           |
| 127                                       | يوليو 13, 2037 كلي                        | 132                                       | يناير5, 2038 حلقي                         |                                           |
| 137                                       | يوليو 2, 2038 حلقي                        | 142                                       | ديسمبر 26, 2038 كلي                       |                                           |
| 147                                       | يونيو 21, 2039 حلقي                       | 152                                       | ديسمبر 15, 2039 كلي                       |                                           |

### ساروس 132
هذا الكسوف جزء من دورة ساروس 132 ، يتكرر كل 18 سنة ، 11 يومًا ، ويحتوي على 71 حدثًا.
- بدأت السلسلة بكسوف جزئي للشمس في 13 أغسطس 1208.
- وهي تحتوي على كسوف حلقي من 17 مارس 1569 حتى 12 مارس 2146 ،
- هجين في 23 مارس 2164 و 3 أبريل 2183
- وخسوفًا كليًا من 14 أبريل 2200 حتى 19 يونيو ، 2308.
- تنتهي السلسلة عند العضو 71 ككسوف جزئي في 25 سبتمبر 2470.

كانت أطول مدة الحلقة 6 دقائق و 56 ثانية في 9 مايو 1641 وستكون الكلية دقيقتين و 14 ثانية في 8 يونيو 2290 جميع الخسوفات في هذه السلسلة تحدث عند العقدة الهابطة للقمر.
| أعضاء السلسلة 28-50 يحدثون بين 1690 و 2100: | أعضاء السلسلة 28-50 يحدثون بين 1690 و 2100: | أعضاء السلسلة 28-50 يحدثون بين 1690 و 2100: |
| 28                                          | 29                                          | 30                                          |
| ------------------------------------------- | ------------------------------------------- | ------------------------------------------- |
| يونيو 11, 1695                              | يونيو 22, 1713                              | يوليو 4, 1731                               |
| 31                                          | 32                                          | 33                                          |
| يوليو 14, 1749                              | يوليو 25, 1767                              | أغسطس5, 1785                                |
| 34                                          | 35                                          | 36                                          |
| أغسطس17, 1803                               | أغسطس27, 1821                               | سبتمبر7, 1839                               |
| 37                                          | 38                                          | 39                                          |
| سبتمبر18, 1857                              | سبتمبر29, 1875                              | أكتوبر9, 1893                               |
| 40                                          | 41                                          | 42                                          |
| أكتوبر22, 1911 [الإنجليزية]                 | نوفمبر1, 1929 [الإنجليزية]                  | نوفمبر12, 1947 [الإنجليزية]                 |
| 43                                          | 44                                          | 45                                          |
| نوفمبر23, 1965 [الإنجليزية]                 | ديسمبر 4, 1983 [الإنجليزية]                 | ديسمبر 14, 2001                             |
| 46                                          | 47                                          | 48                                          |
| ديسمبر 26, 2019                             | يناير5, 2038                                | يناير16, 2056 [الإنجليزية]                  |
| 49                                          | 50                                          |                                             |
| يناير27, 2074 [الإنجليزية]                  | February 7, 2092 [الإنجليزية]               |                                             |

### سلسلة ميتونيك
تتكرر السلسلة ميتونيك كل 19 عامًا (6939.69 يومًا) ، وتستمر حوالي 5 دورات. يحدث الكسوف في نفس تاريخ التقويم تقريبًا. بالإضافة إلى ذلك ، تتكرر سلسلة أكتون الفرعية 1/5 من ذلك أو كل 3.8 سنوات (1387.94 يومًا). تحدث جميع الكسوفات في هذا الجدول عند العقدة الصاعدة للقمر.
| 21 eclipse events between يونيو 1, 2011 and يونيو 1, 2087 | 21 eclipse events between يونيو 1, 2011 and يونيو 1, 2087 | 21 eclipse events between يونيو 1, 2011 and يونيو 1, 2087 | 21 eclipse events between يونيو 1, 2011 and يونيو 1, 2087 | 21 eclipse events between يونيو 1, 2011 and يونيو 1, 2087 |
| مايو31 – يونيو 1                                          | مارس19–20                                                 | يناير5–6                                                  | أكتوبر24–25                                               | أغسطس12–13                                                |
| 118                                                       | 120                                                       | 122                                                       | 124                                                       | 126                                                       |
| --------------------------------------------------------- | --------------------------------------------------------- | --------------------------------------------------------- | --------------------------------------------------------- | --------------------------------------------------------- |
| يونيو 1, 2011                                             | مارس20, 2015                                              | يناير6, 2019 [الإنجليزية]                                 | أكتوبر25, 2022                                            | أغسطس12, 2026                                             |
| 128                                                       | 130                                                       | 132                                                       | 134                                                       | 136                                                       |
| يونيو 1, 2030                                             | مارس20, 2034 [الإنجليزية]                                 | يناير5, 2038                                              | أكتوبر25, 2041                                            | أغسطس12, 2045 [الإنجليزية]                                |
| 138                                                       | 140                                                       | 142                                                       | 144                                                       | 146                                                       |
| مايو31, 2049 [الإنجليزية]                                 | مارس20, 2053 [الإنجليزية]                                 | يناير5, 2057 [الإنجليزية]                                 | أكتوبر24, 2060 [الإنجليزية]                               | أغسطس12, 2064 [الإنجليزية]                                |
| 148                                                       | 150                                                       | 152                                                       | 154                                                       | 156                                                       |
| مايو31, 2068 [الإنجليزية]                                 | مارس19, 2072 [الإنجليزية]                                 | يناير6, 2076 [الإنجليزية]                                 | أكتوبر24, 2079 [الإنجليزية]                               | أغسطس13, 2083 [الإنجليزية]                                |
| 158                                                       | 160                                                       | 162                                                       | 164                                                       | 166                                                       |
| يونيو 1, 2087 [الإنجليزية]                                |                                                           |                                                           | أكتوبر24, 2098 [الإنجليزية]                               |                                                           |

## روابط خارجية
- www.solar-eclipse.de - متوسط التغطية السحابية والمدن على طول مسار الكسوف
- http://eclipse.gsfc.nasa.gov/SEplot/SEplot2001/SE2038Jan05A. GIF